# Jordbrugskalk (film)
Jordbrugskalk er en dansk dokumentarfilm fra 1978.

## Handling
Filmen viser og forklarer kalkens kredsløb ved hjælp af realoptagelser og tegnefilm. Den viser hvorfor og hvordan kalken udvaskes fra de øverste jordlag, så der opstår kalktrang. Og hvordan kalktrangen afhjælpes ved ny kalktilførsel, så planternes vækstvilkår opretholdes og kredsløbet sluttes. Filmen indeholder scener fra "Kalk din jord" (1963).